# Zografos
Zografos (gr. Ζωγράφος) – miasto w Grecji, w administracji zdecentralizowanej Attyka, w regionie Attyka, w jednostce regionalnej Ateny-Sektor Centralny. Siedziba i jedyna miejscowość gminy Zografos. W 2011 roku liczyło 71 026 mieszkańców. Położone w granicach Wielkich Aten.
Miasto leży 5 km od drogi szybkiego ruchu nr 6. Dzięki temu miasto posiada dobre połączenia ze stolicą oraz okolicznymi miejscowościami. Do 1950 roku, większość terenów obecnego miasta zajmowały farmy uprawiające warzywa oraz owoce a także lasy. W 1950 roku rozpoczęto eliminacje farm oraz rozpoczęto urbanizacje ze względu na wzrost osadnictwa na przedmieściach Aten. Do dziś w mieście pozostały jedynie kilka parków które stanowią większość zielonych miejsc w mieście. Na obrzeżach miasta znajduje się kampus Uniwersytetu Ateńskiego oraz szpital miejski znajdujący się na drodze do miasta Papagos. Miasto posiada m.in. Szkoły, gimnazja, licea, banki, budynek poczty głównej, plac miejski oraz główny kościół o nazwie Ajos Terapontas.

## Demografia
Liczba mieszkańców:
| Rok  | Populacja | Zmiana        | Rok         |
| ---- | --------- | ------------- | ----------- |
| 1981 | 84,548    | -             | 9,927.0/km² |
| 1991 | 80,492    | -4,056/-4.80% | 9,450.7/km² |
| 2001 | 76,115    | -4,377/-5.44% | 8,936.8/km² |

## Osoby

### urodzone w Zagrafosie
- Nikos Kurkulos – aktor

## Współpraca
Miejscowość partnerska:
- Fontaine-l’Évêque, Belgia